# Agrias intermedius
Agrias intermedius är en fjärilsart som beskrevs av Anton Heinrich Fassl 1912. Agrias intermedius ingår i släktet Agrias och familjen praktfjärilar. Inga underarter finns listade i Catalogue of Life.